# John Bogna Bakeni
John Bogna Bakeni (ur. 15 marca 1975 w Kiri) – nigeryjski duchowny katolicki, biskup pomocniczy Maiduguri od 2022.

## Życiorys

### Prezbiterat
Święcenia kapłańskie otrzymał 17 sierpnia 2002 i został prezbiterem diecezji Maiduguri. Pracował jako duszpasterz parafialny, był też prokuratorem i sekretarzem diecezji oraz dyrektorem kurialnego wydziału ds. dialogu międzyreligijnego. W 2020 mianowany duszpasterzem akademickim przy uniwersytecie w Maiduguri.

### Episkopat
12 kwietnia 2022 papież Franciszek mianował go biskupem pomocniczym diecezji Maiduguri, ze stolicą tytularną Leptiminus. Sakry udzielił mu 7 lipca 2022 nuncjusz apostolski w Nigerii – arcybiskup Antonio Filipazzi.